# Emmanuel Crespel
Pour les articles homonymes, voir Crespel.
Emmanuel Crespel (1703-1775) est un prêtre, aumônier militaire et missionnaire français. Il a joué un rôle dans plusieurs expéditions militaires françaises au XVIIIe siècle en Amérique et en Europe. Il est surtout connu pour le récit de ses voyages.

## Biographie
Né à Douai dans les Flandres le 13 mars 1703, Emmanuel Crespel y fit ses études et entra chez les Récollets à Avesnes en 1723 ; il fut ordonné à Québec par Saint-Vallier, le 17 mars 1726. Résident au couvent de Québec (1726) ; curé de Sorel (1726-1728), avec desserte de l'île Dupas (1726-1727) et de Berthierville (1726-1727).
Il fut aumônier d'un détachement guerroyant contre les Outagarnis à l'ouest du lac Michigan (1728). Il est ensuite résident au couvent de Montréal (1728-1729) ; aumônier du fort Niagara (1729-1732) ; résident au couvent de Québec (1732-1733) et aumônier du fort Frontenac à Kingston (1733-1734), du fort Saint-Frédéric sur le bord du lac Champlain (1735-1736).
Emmanuel Crespel s'embarque pour la France et fait naufrage sur l'île d'Anticosti en 1736, où il hiverne misérablement sur le rivage désert (1736-1737). De nouveau résident à Québec en 1737 ; il occupe les fonctions de curé de Saint-Joseph-de-Soulanges (1737-1738) ; à Douai en Belgique (1738-1740); à Avesnes (1740).
Il est aumônier militaire des troupes françaises dans la campagne d'Autriche (1740-1748) et en France (1748-1750). À Québec, de 1750 à 1775, il est commissaire provincial des Récollets du Canada (1750-1753, 1750-1775) et supérieur du couvent (1753-1756). Il est décédé le 29 avril 1775.
Il est surtout connu pour son livre Voiages du R. P. Emmanuel Crespel, dans le Canada et son naufrage en revenant en France publié pour la première fois en 1742 et souvent réédité.